# Handdocka
En handdocka är en docka som en person kan styra genom att ha handen inne i dockan. Handdockor används till kasperteater (kallas då även kasperdocka) och buktaleri.